# Trevisói repülőtér
A Trevisói repülőtér (IATA: TSF, ICAO: LIPH) Olaszország egyik nemzetközi repülőtere, amely Treviso közelében található. Éves utasforgalma 2 635 172 fő (2022).

## Futópályák
A repülőtér futópályái:
- 07/25 (2420 m, 45 m, aszfalt)

## Forgalom
Az utasforgalom az elmúlt években az alábbi módon változott:
| Utasok száma | 5678 | 536 055 | 894 206 | 1 548 219 | 1 778 364 | 2 333 758 | 2 248 254 | 3 015 057 | 3 254 731 | 2 635 172 |
|              | 1999 | 2002    | 2004    | 2007      | 2009      | 2012      | 2014      | 2017      | 2019      | 2022      |